# Keizan
Keizan Jōkin Zenji 瑩山紹瑾禅師 (1268-1325) também conhecido como Taiso Jōsai Daishi, foi o segundo dos grandes fundadores da escola Sōtō de Zen no Japão. Enquanto Dōgen Zenji, fundador do Sōtō japonês, é conhecido como Kōso 高祖　(o mais alto patriarca), Keizan frequentemente é referido cmo Taiso 太祖, ou o maior patriarca. Acredita-se que Keizan e seus discípulos começaram a expandir o Soto Zen pelo Japão, afastando-a da prática monástica característica do Eiheiji de Dōgen, e em direção a uma religião mais popular, que fosse atraente para todos os níveis da sociedade japonesa. Keizan fundou diversos templos durante sua vida, notavelmente Yōkōji e Daihonzan Sōjiji (originalmente fundado na península Noto, e movido para Tsurumi em Yokohama em 1911). Hoje em dia Sōjiji e Eiheiji são os dois principais centros de treinamento Sōtō Zen no Japão.